# Passais
Passais foi uma comuna francesa na região administrativa da Normandia, no departamento Orne. Estendia-se por uma área de 16,64 km². Em 2010 a comuna tinha 1 190 habitantes (densidade: 71,5 hab./km²).
Em 1 de janeiro de 2016, passou a formar parte da nova comuna de Passais-Villages.